# Terabit
Un terabit es una unidad de información o de almacenamiento informático normalmente abreviada como Tbit o a veces Tb.
1 terabit = 1012 bits = 1.000.000.000.000 bits (que equivalen a 125 gigabytes).
El terabit está estrechamente relacionado con el tebibit, que es igual a 240 o 1.099.511.627.776 bits.
Nótese que la diferencia entre un trillón de bits y un tebibit es un 10 %.